# Hannón (310 a. C.)
Hannón fue un comandante cartaginés nombrado para hacer frente a Agatocles de Siracusa en 310 a. C.. Según la tradición tenía un feudo hereditario conjuntamente con Bomílcar su compañero en el mando, se presume que fueron parientes. En la batalla de Túnez dirigió el batallón sagrado, un cuerpo escogido de infantería de nativos cartagineses, mientras Bomílcar comandaba el mando del ala derecha, durante una parte de la batalla fue victorioso pero finalmente los soldados de Agatocles resistieron y Hannón murió en la batalla.